# إسبانيا الجديدة

الأراضي التي كانت تحت سيطرة إسبانيا عام 1795

إسبانيا الجديدة والتي يطلق عليها رسمياً التاج الإسباني لإسبانيا الجديدة (بالإسبانية: Virreinato de Nueva España)‏ كانت تشمل تلك الأراضي التابعة للتاج الملكي الإسباني، تشمل الأراضي في المقام الأول في ما كان يعرف آنذاك باسم "Septentrional أمريكا أو أمريكا الشمالية. وعاصمتها ميكسيكو سيتي، التي كانت سابقاً تينوختيتلان، عاصمة إمبراطورية ازتيك. تأسست إسبانيا الجديدة عقب الفتح الإسباني لإمبراطورية الازتيك عام 1521، وعلى أقصى حد لها وشملت الكثير من أمريكا الشمالية إلى الجنوب من كندا: تمثل في الوقت الحاضر المكسيك وأمريكا الوسطى (باستثناء بنما التابعة لغرناطة الجديدة)، ومعظم الولايات المتحدة الغربي على نهر المسيسيبي وفلوريداس.
إسبانيا الجديدة شملت أيضاً الهند الشرقية الإسبانية (جزر الفلبين، جزر ماريانا، وجزر كارولين، تايوان، وأجزاء من الملوكو)، وجزر الهند الغربية الإسبانية (كوبا، هسبانيولا مع هايتي وجمهورية الدومينيكان، بورتوريكو، جامايكا، جزر كايمان، ترينيداد وجزر خليج).
وشملت وحدات إدارية كليفورنيس فيغاس (في الوقت الحاضر ولاية كاليفورنيا، نيفادا، ولاية باجا كاليفورنيا، وباخا كاليفورنيا سور)، نويفا استريمادور (بما في ذلك الدول في الوقت الحاضر من كواهويلا وتكساس)، وسانتا في دي نويفو المكسيك (بما في ذلك أجزاء من ولاية تكساس ونيو المكسيك).
كانت إسبانيا الجديدة اسست لتحكم المستعمرات الجديدة، وكان مركز السلطة في المكسيك التي تنظم مختلف أقاليم إسبانيا جديدة باسم ملك إسبانيا. وتاج الإسباني بيرو تم إنشاؤه عام 1542 في أعقاب الغزو الإسباني لامبراطورية الإنكا وأنشئت أيضا في القرن 18 التاج الإسباني لنويفا غرانادا، وتاج الإسباني من ريو دي لا بلاتا.

## التاج الإسباني لإسبانيا الجديدة وعلاقته بالتاج
أسِّس التاج الإسباني بعد الغزو الإسباني لإمبراطورية الآزتك في عام 1521 باعتبارها مملكة عالمية جديدة تعتمد على تاج قشتالة، إذ جاءت الأموال الأولية للاستكشاف من الملكة إيزابيلا. كانت إسبانيا الجديدة تابعة لإسبانيا، إلا أنها كانت مملكة وليست مستعمرة، وتخضع للملك المترئس على شبه الجزيرة الإيبيرية. حظي الملك بسلطة واسعة في المناطق ما وراء البحار.
لم يحظَ الملك بحق السيادة فحسب، بل بحقوق الملكية؛ كان المالك المطلق، والرئيس السياسي الوحيد للمستعمرات الأمريكية. كل امتياز ومنصب، اقتصادي أو سياسي أو ديني، جاء منه. على هذا الأساس تحقّق الفتح والاحتلال وتأسست حكومة العالم [الإسباني] الجديد.
عُيِّنت أول نيابة للملك في إسبانيا الجديدة عام 1535 في مملكة إسبانيا الجديدة بمنصب «نائب» الملك أو بديله. كان أول نائب للملك في العالم الجديد وواحدًا من اثنين فقط في الإمبراطورية الإسبانية حتى إصلاحات البوربون في القرن الثامن عشر.

### النطاق الإقليمي للإمبراطورية الإسبانية ما وراء البحار
تضمنت الإمبراطورية الإسبانية المناطق الواقعة في الشمال 'Septentrion'، من أمريكا الشمالية ومنطقة البحر الكاريبي، إلى الفلبين وجزر ماريانا وكارولين. في حدِّها الأقصى، شمل التاج الإسباني في البر الرئيسي للأمريكتين معظم أمريكا الشمالية جنوب كندا، أي: جميع أجزاء المكسيك الحالية وأمريكا الوسطى باستثناء بنما؛ ومعظم الولايات المتحدة الحالية غرب نهر المسيسيبي، بالإضافة إلى فلوريدا.
إلى الغرب من القارة، شملت إسبانيا الجديدة أيضًا جزر الهند الشرقية الإسبانية (جزر الفلبين وجزر ماريانا وجزر كارولين وأجزاء من تايوان وأجزاء من جزر الملوك). إلى الشرق من القارة، شملت جزر الهند الغربية الإسبانية (كوبا وهيسبانيولا (التي تضم جمهورية هايتي وجمهورية الدومينيكان) وبورتوريكو وجامايكا وجزر كايمان وترينيداد وجزر الخليج).
حتى القرن الثامن عشر، عندما رأت إسبانيا أن مزاعمها في أمريكا الشمالية تهدّدها قوى أوروبية أخرى، شكّل معظم ما كان يسمى بالمناطق الحدودية الإسبانية أراضي أصبحت الآن جزءًا من الولايات المتحدة. لم يشغل العديد من المستوطنين الإسبان هذه الأراضي، إذ اعتُبرت هامشية بالنسبة للمصالح الإسبانية مقارنة بالمناطق الأكثر كثافة سكانية وربحًا في وسط المكسيك. ولدعم مزاعمها في أمريكا الشمالية، بدءًا من أواخر القرن الثامن عشر، استكشفت بعثات الإسبان إلى إقليم الشمال الغربي الهادئ الساحل الذي يُعرف الآن باسم كولومبيا البريطانية وألاسكا وطالبت به. في البر الرئيسي، ضمّت الوحدات الإدارية لاس كاليفورنيا، أي: شبه جزيرة باخا كاليفورنيا، التي لا تزال جزءًا من المكسيك وتنقسم إلى باخا كاليفورنيا وباخا كاليفورنيا سور؛ كاليفورنيا العليا (أريزونا الحالية وكاليفورنيا ونيفادا ويوتا وغرب كولورادو وجنوب وايومنغ)؛ (من ستينيات القرن الثامن عشر) لويزيانا (بما في ذلك حوض نهر المسيسيبي الغربي وحوض نهر ميسوري)؛ نويفا إكستريمادورا (ولايتي كواويلا وتكساس حاليًا)؛ وسانتا في دي نويفو المكسيك (أجزاء من تكساس ونيو مكسيكو).